# Б-71 (футбольный клуб)
«Б-71» (фар. B71 Sandur, B71 Sandoy, полное название Sandoyar Ítróttarfelag — фарерский футбольный клуб, чемпион Фарерских островов в сезоне 1989 года, обладатель Кубка Фарерских Островов 1993 года.

## История
Основан в 1970 году в городе Сандур. С сезона 2005 выступает во 2-м дивизионе, в 1-й дивизион вернулся в сезоне 2010.